# 카를 룽게
카를 다비트 톨메 룽게(독일어: Carl David Tolmé Runge, IPA: [kaʁl ˈdaːvɪt ˈtɔlmə ˈʀʊŋə], 1856년 8월 30일 ~ 1927년 1월 3일)는 독일의 수학자이자 물리학자이다. 수치해석학의 룽게-쿠타 방법을 개발하였다.

## 생애
브레멘에서 태어났다. 아버지 율리우스 룽게(독일어: Julius Runge)는 주 쿠바 덴마크 대사관이었고, 어머니 패니 톨메(영어: Fanny Tolmé)는 프랑스 위그노 혈통의 영국인이었다. 어려서 아버지의 직장때문에 쿠바 하바나에서 살았다. 그 후, 브레멘으로 다시 이사하였고, 1864년에 부친상을 당했다.
1880년에 베를린 훔볼트 대학교에서 카를 바이어슈트라스 아래 수학 박사 학위를 취득했다. 1886년에 하노버 대학교에서 교수가 되었다. 1904년에 펠릭스 클라인의 추천으로, 괴팅겐 대학교로 이전하였다. 1925년에 은퇴하였고, 1927년에 괴팅겐에서 사망하였다.

## 참고 문헌
- Paschen, F. (1929). “Carl Runge”. 《Astrophysical Journal》 69: 317–321. Bibcode:1929ApJ....69..317P. doi:10.1086/143192.
- Iris Runge: Carl Runge und sein wissenschaftliches Werk, Vandenhoeck & Ruprecht, Göttingen 1949.

## 같이 보기
- 룽게-쿠타 방법